# Paul Fenwick
Paul Joseph Fenwick (Londra, 25 agosto 1969) è un ex calciatore canadese, difensore.

## Palmarès

### Club

#### Competizioni nazionali
- Third Division: 1

Birmingham City: 1994-1995
- Scottish Championship: 1

Dunfermline: 1995-1996

### Nazionale
- Gold Cup: 1

2000